# Девід Мілібенд
Де́від Райт Мі́лібенд (англ. David Wright Miliband; нар. 15 липня 1965) — британський державний діяч; з 2001 член Палати громад британського парламенту від округу Саут Шілдс; у 2007–2010 роках міністр закордонних справ Сполученого Королівства в уряді Гордона Брауна. Є представником молодої генерації Лейбористської партії.

## Біографія
Народився 15 липня 1965 в Лондоні. Батько — Ральф Мілібенд (1924–1994) був відомим політологом, теоретиком марксизму, народився в Брюсселі в єврейській сім'ї біженців з Польщі. Ральф емігрував до Британії у 1940 р. під час окупації країни нацистською Німеччиною. Мати Девіда — Маріон Козак народилася в Варшаві.
Девід закінчив відділення філософії, політики і економіки Оксфордського університету, у 1990 закінчив відділення політології Массачусетського технологічного інституту в Кембриджі.
Девід Мілібенд спочатку працював у Національній раді Добровольчих організацій Великої Британії. Пізніше обіймав посаду дослідника в Інституті суспільно політичних досліджень, а з 1992 по 1994 рр. був секретарем Британської комісії з соціального правосуддя, заснованої тодішнім головою Лейбористської партії Джоном Смітом.
З 1994 по 1997 рр. Давид Мілібенд працював головою політичного відділу прем'єр-міністра Тоні Блера, працюючи над законодавчими проектами, які мали бути застосовані в уряді. Пізніше був головою Політичного відділу адміністрації прем'єр-міністра на Даунінг-стріт під час першого терміну Лебористської партії у 1997–2001 рр. Брав активну участь у заснуванні Центру європейських реформ, і також редагував дві книги. У 2001 р. обирався до парламенту від доволі небезпечного, лейбористські-орієнтованого округу Саут Шілдс. У 2005–2006 рр. обіймав посади в уряді Тоні Блера — міністра місцевого самоврядування, пізніше міністра охорони навколишнього середовища, продовольства і сільськогосподарського розвитку.
Після приходи до влади уряду Гордона Брауна був призначений 28 червня 2007 р. на посаду міністра іноземних справ. Став одним з наймолодших міністрів, які обіймали цю посаду. На цій посаді активно виступав прихильником стримування Росії на пост-радянському просторі і підтримки демократичних держав регіону. Засудив дії Росії в Грузії 2008 р. і визнання Абхазії та Південної Осетії. Є прихильником інтеграції України до НАТО та інших західних структур.

## Сім'я
Дружина Девіда Мілібенда Луїза Шакелтон музикант, грає на скрипці в Лондонському симфонічному оркестрі. Подружжя всиновило двох дітей зі США: Ісаака у 2004 р. і Джейкоба у 2007 р. Молодший брат Девіда — Едвард Мілібенд також активно займається політикою і разом з Девідом обіймає міністерську посаду в уряді Гордона Брауна, фактично очолює цивільну службу країни.

## Виноски
1. ↑  Голова МЗС Британії їде до Києва створювати коаліцію проти «російської агресії». Архів оригіналу за 31 серпня 2008. Процитовано 13 вересня 2008.
2. ↑  США: Україна готова приєднатися до ПДЧ. Архів оригіналу за 10 вересня 2008. Процитовано 13 вересня 2008.